# Saint-Chinian
 Saint-Chinian  (en occitano Sanch Inhan) es una población y comuna francesa, situada en la región de Occitania, departamento de Hérault, en el distrito de Béziers y cantón de Saint-Pons-de-Thomières.

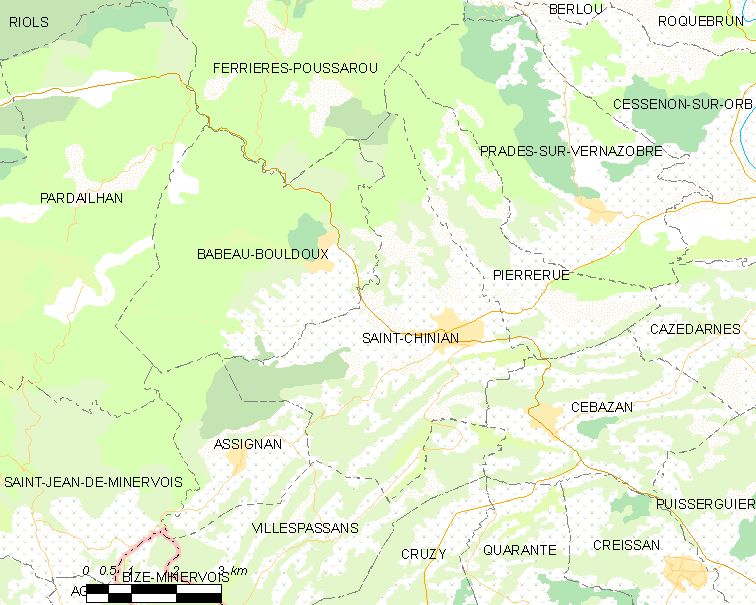
Mapa

## Demografía
| 2065 | 1976 | 1886 | 1735 | 1705 | 1777 | 1806 |
| Para los censos de 1962 a 1999 la población legal corresponde a la población sin duplicidades (Fuente: INSEE [Consultar]) |      |      |      |      |      |      |